# Bandung Kiri
Bandung Kiri is een bestuurslaag in het regentschap Lubuklinggau van de provincie Zuid-Sumatra, Indonesië. Bandung Kiri telt 3358 inwoners (volkstelling 2010).